# Vääna-Jõesuu
Vääna-Jõesuu – wieś w Estonii, w prowincji Harju, w gminie Harku.